# ジョン・デ・ランシー (俳優)
ジョン・デ・ランシー（John de Lancie、1948年3月20日 - ）はアメリカ合衆国ペンシルベニア州フィラデルフィア出身の俳優、声優、演出家。

## 生い立ち
同名の父ジョン・デ・ランシーは、リヒャルト・シュトラウス等とも交際のあったフィラデルフィア管弦楽団の首席オーボエ奏者。妻は歌手で女優のマーニー・モシマンで、2人の息子ケーガンとオーウェンも俳優。先天性ディスレクシアとして生まれ、12歳まで文字と親しむことが無かったが、14歳の時に地元のハイスクールでシェイクスピアのヘンリー4世を演じたことが演劇との出逢いとなった。

## キャリア
1976年、19世紀の米開拓民のサクセスストーリーを描いたTVドラマ『キャプテンたちと王様たち(Captains and the Kings)』でメジャーデビュー、その後、個性派な名脇役として数々のTVドラマにゲスト出演を重ね『アドレナリン:ハイ・ボルテージ』等多くの映画にも出演している。また、舞台人としても2006年にはアトランタ歌劇場でのプッチーニのオペラトスカの演出を手がけたりクリーヴランド管弦楽団とナレーターとして共演する等、幅広く活動中。2009年からはオクラホマのサマースクール等でも演技に関する教鞭を執り後進の指導にあたっている。

## 出演作品

### スタートレックシリーズ
デ＝ランシーの出演したテレビシリーズ作品の中でも、1980年代に放送された『新スタートレック』（以下 TNG）に於いて演じたQは彼の代表的な役の一つとなった。TNGにおいては8回登場し、最終話でもキーパーソンとしての役割を演じていた。また、その後の同シリーズである『スタートレック:ディープ・スペース・ナイン』『スタートレック:ヴォイジャー』（以下 VOY）、『スタートレック:ピカード』にも出演、VOYの第165話「断絶するQ」で実の息子ケーガン・デ・ランシー(英語版)と親子共演を果たした。
以下の括弧内の日付はアメリカでの初回放送日。
- 『新スタートレック』
  - シーズン1/第1～2話 (#1&2)　　  「未知への飛翔」　（Encounter at Farpoint）(1987/09/26)
  - シーズン1/10話 　　(# 10)      「死のゲーム」     （Hide and Q）(1987/11/23)
  - シーズン2/16話 　　(# 42)      「無限の大宇宙」   （Q Who?）(1989/05/08)
  - シーズン3/13話 　　(# 61)      「DE JA Q」        （Déjà Q）(1990/2/5)
  - シーズン4/20話 　　(# 94)      「QPID」       （Qpid）(1991/4/22)
  - シーズン6/ 6話　　 (#132)      「TRUE Q」   （True Q）(1992/10/26)
  - シーズン6/15話 　　(#141)      「運命の分かれ道」   （Tapestry）(1993/02/06)
  - シーズン7/25～26話  (#177&178)   「永遠への旅」     （All Good Things...）(1994/05/23)

- 『スタートレック:ディープ・スペース・ナイン』
  - シーズン1/ 7話 　　(# 7)       「超生命体“Q”」（Q-Less）(1993/02/06)

- 『スタートレック:ヴォイジャー』
  - シーズン2/18話   (# 34)     「Q1、Q2」（Death Wish）(1996/02/19)
  - シーズン3/11話   (# 53)     「レディQ」（The Q and the Grey）(1996/11/27)
  - シーズン7/19話   (#165)     「断絶するQ」（Q2）(2001/04/11)

- 『スタートレック:ローワー・デッキ』
  - シーズン1/8   (# 8)     「真実」（Veritas）(2020/09/24)

- 『スタートレック:ピカード』 
  - シーズン2/1話   (# 11)     「スターゲイザー」（The Star Gazer）(2022/03/03)
  - シーズン2/6話   (# 16)     「二人のピカード」（Two of One）(2022/04/07)
  - シーズン2/10話   (# 20)     「別れ」（Farewell）(2022/05/05)

### その他の主なTV作品
括弧内の日付はアメリカでの初回放送日。
- 『メンタリスト』 / The Mentalist
  - シーズン6/17話『Silver Wings of Time』(銀の翼が時を越え) (201/04/13) エドワード・ファインバーグ役

- 『マイリトルポニー〜トモダチは魔法〜』 / My Little Pony: Friendship Is Magic
  - シーズン2/1話『The Return of Harmony – Part 1』 (2011/09/17)
  - シーズン2/2話『The Return of Harmony – Part 2』 (2011/09/24)
  - シーズン3/10話『Keep Calm and Flutter On』 (2013/01/19)

- 『ブレイキング・バッド』 / Breaking Bad
  - シーズン2/13話「アルバカーキ」　　   （ABQ）     (2009/05/31)
  - シーズン2/12話「マイ・リトル・ガール」（Phoenix） (2009/05/24)
  - シーズン2/10話「ビジネスの引き際」  （Over）    (2009/05/10)

- 『グリーク』 / Greek
  - シーズン3/7話『The Dork Knight』 (2009/10/12)
  - シーズン3/1話『The Day After』　 (2009/08/31)

- 『ザ・ユニット 米軍極秘部隊』 /The Unit
  - シーズン4/5話 (#52) 「人質」　（Dancing Lessons） (2008/10/26)

- 『SHARK カリスマ敏腕検察官』 / Shark
  - シーズン2/3話 (#25)「消せない想い」　（Eye Of The Beholder） (2007/10/07)

- 『クローザー (テレビドラマ)』 / The Closer
  - シーズン1/5話「守りたい情報」（Flashpoint） (2005/07/11)

- 『WITHOUT A TRACE/FBI 失踪者を追え!』 / Without a Trace
  - シーズン5/10話(#104) 「天使のささやき」（The Thing With Feathers） (2006/12/03)

- 『ザ・ホワイトハウス』 / The West Wing
  - シーズン1/20話「不当な刑」  （Mandatory Minimums） (2000/05/03)
  - シーズン1/16話「ロスの1日」 （20 Hours in L.A.）   (2000/02/23)

- 『チャームド』〜魔女3人姉妹 / Charmed
  - シーズン7/16話 (#150)  「天から堕ちた天使」 （The Seven Year Witch）    (2005/04/10)
  - シーズン7/10話 (#144)  「化身の世界」       （Witchness Protection）     (2004/11/28)
  - シーズン7/ 6話 (#140)  「新たな敵」         （Once in a Blue Moon）     (2004/10/17)
  - シーズン7/ 2話 (#136)  「裸のゴダイバ夫人」 （The Bare Witch Project） (2004/09/19)

- 『アリー my Love』 / Ally McBeal
  - シーズン2/10話(#32) 　　「汚れなき魂」（Making Spirits Bright） (1998/12/14)

- 『スターゲイト SG-1』 / Stargate SG-1
  - シーズン5～6でNIDの軍人、フランク・シモンズを演じた。
  - シーズン5/3話 （＃91）「異星の恋人」                 （Ascension）         （2001/07/13）
  - シーズン5/4話 （＃92）「謎の記憶操作」               （The Fifth Man）     （2001/07/20）
  - シーズン5/11話（＃99）「ゴアウルド移植　危機一髪！」（Desperate Measures） （2001/09/07）
  - シーズン5/14話（＃102 「48時間！タイムリミット」     （48 Hour）           （2002/03/15）
  - シーズン6-/1話（＃121 「宇宙船プロメテウス」         （Prometheus）        （2002/08/23）

- 『ザ・プラクティス ボストン弁護士ファイル』 / The Practice
  - シーズン5/12話『Payback』 (2001/01/14)
  - シーズン2/12話『Race with the Devil』 (1997/12/13)

- 『NYPDブルー』 / NYPD Blue （ABC）
  - シーズン12/4話　〈日本未放映〉　『Divorce Detective Style』 (2004/10/19)

- 『L.A.ロー 七人の弁護士』 / L.A. Law
  - シーズン5/15話　「罠」（The Beverly Hills Hangers） (1991/03/14)

- 『冒険野郎マクガイバー』/MacGyver
  - シーズン1/第20話「脱獄」（THE ESCAPE）(1986/04/16)

- 『600万ドルの男』 / The Six Million Dollar Man
  - シーズン4/14話　〈日本未放映〉（Death Probe (Part 2/2) ）　(1977/09/18)

- 『グルメ探偵 ネロ・ウルフ　』
  - シーズン1/5話「殺人犯は我が子なり」（Might As Well Be Dead）(1981/2/13)

- 『トワイライト・ゾーン』
  - シーズン1/48話「地獄への運び屋」（Dead Run） (1986/02/21)

- 『ジェシカおばさんの事件簿』/Murder,she wrote
  - シーズン2/22話「欲がからんだ死の構図」（If the Frame Fits）(1986/05/18)

- 『ギャラクティカ (宇宙空母ギャラクティカ)』* (1978版)/Battlestar Galactica
  - シーズン1/19話「アポロ危うし！惑星テラへの潜入作戦」（Experiment in Terra）（1979年3月18日）

- 『新スパイ大作戦』/Mission: Impossible (1988 TV series)
  - シーズン1/第1話「ザ・キラー」（The Killer）（1988/10/23）

### 映画
- 1977年 『パニック・イン・SST　デス・フライト』 / SST: Death Flight
- 1977年 『超能力100万ボルトの瞳』/ The Man with the Power
- 1978年 『若草物語』/ Little Women
- 1979年 『オニオン・フィールド』/ The Onion Field
- 1980年 『ラヴィング・カップル』 / Loving Couple
- 1981年 『キャッシー・ミラーの奇跡』/ The Miracle of Kathy Miller
- 1989年 『それ行けスマート/世界一の無責任スパイ』/ Get Smart, Again!
- 1989年 『ブラッド・レッド/復讐の銃弾』/ Blood Red
- 1990年 『バッド・インフルエンス/悪影響』/ Bad Influence
- 1990年 『ファイロファックス/トラブル手帳で大逆転』/ Taking Care of Business
- 1990年 『地獄のプリズナー/狙われた美人教師』 / Angel of Death
- 1991年 『フィッシャー・キング』/ The Fisher King
- 1992年 『ゆりかごを揺らす手』/ The Hand That Rocks the Cradle
- 1993年 『バーチャゾーン』 / Arcade
- 1993年 『フィアレス』/ Fearless
- 1994年 『ディープ・レッド』/ Deep Red
- 1995年 『エボルバー』/ Evolver
- 1996年 『アイアン・ウーマン』/ Raven Hawk
- 1996年 『クローンズ』/ Multiplicity
- 1997年 『エア・パニック50,000フィート』/ Final Descent
- 1998年 『プライベート・ライアン』/ Saving Private Ryan
- 1998年 『ユー・ラッキー・ドッグ/名犬ラッキーは大富豪?』/ You Lucky Dog
- 1999年 『ボーダーライン/幼児密売組織の陰謀』 / Border Line
- 2000年 『ウーマン・オン・トップ』 / Woman on Top
- 2001年 『チャーリー・シーンの ミスター・グッド・アドバイス』 / Good Advice
- 2004年 『ダークライト/暗黒の女戦士』/ Darklight
- 2004年 『PATIENT 14 戦慄の人体実験』/ The Eavesdropper
- 2007年 『君のためなら千回でも』/ The Kite Runner
- 2007年 『再会の街で』/ Reign Over Me
- 2008年 『パソロジー』/ Pathology
- 2009年 『アドレナリン:ハイ・ボルテージ』/ Crank: High Voltage
- 2009年 『GAMER』/ Gamer
- 2012年 『シンクロ』/ CLONED: The Recreator Chronicles
- 2015年 『ヴィジョン/暗闇の来訪者』/ Visions

## その他
- John de Lancieの日本語表記はジョン・デランシー、ジョン・ディランシィ、ジョン・ドランシー等が混在している。本人による実際の発音は外部リンク参照[1]。